# CarPlay

Logo von CarPlay

CarPlay und CarPlay Ultra ist ein vom Computer- und Smartphone-Hersteller Apple entwickeltes System, um verschiedene Funktionen eines iPhones mit der Kommunikationsanlage in Kraftfahrzeugen zu nutzen. Die erste Version von iOS, die CarPlay unterstützt, war iOS 7.1 vom 10. März 2014 ab dem iPhone 5. Google bietet mit Android Auto ein konkurrierendes System für Android-Smartphones. 

## Anwendung

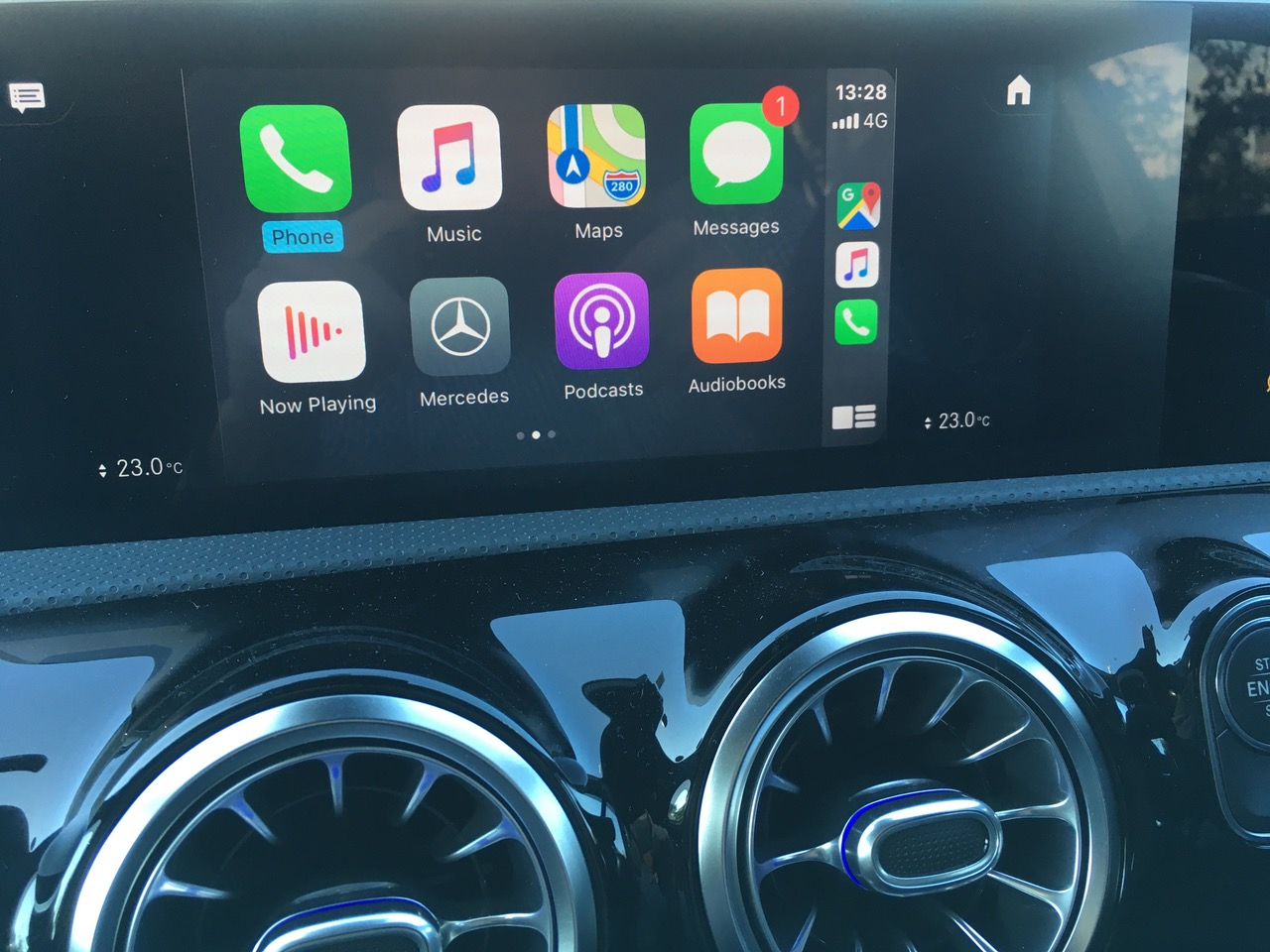
CarPlay-Anzeige

CarPlay bietet die Möglichkeit, das Smartphone über das Infotainmentsystem des Fahrzeugs zu bedienen, und somit beispielsweise die Navigation, das Senden und Empfangen von Nachrichten und das Abspielen von Musik.
Sämtliche „intelligenten Funktionen“, wie beispielsweise die erforderliche (aktualisierbare) Software, sind nicht Teil von CarPlay, sondern bleiben dem Smartphone überlassen. Somit versuchen die Hersteller, die sich ständig erweiternden Möglichkeiten der Smartphones weiterhin kompatibel mit der Elektronik zu halten, welche im Fahrzeug verbaut ist.
CarPlay kann sowohl über die Spracherkennungssoftware Siri als auch über herkömmliche Bedieneinheiten – Berührbildschirm (bei den meisten Herstellern), Knöpfe (bei Mercedes-Benz, BMW und Audi), Radio- und Lenkradtasten – im Fahrzeug gesteuert werden.
Die Verbindung und Datenübertragung zwischen iPhone und dem Infotainmentsystem des Fahrzeugs erfolgt entweder per Kabel (bis iPhone 14: Lightning-Kabel, ab iPhone 15: USB-C Kabel) oder drahtlos. Apple hat mit iOS 9 die Spezifikation für die kabellose Verbindung (Wireless CarPlay) freigegeben, BMW war zunächst der einzige Fahrzeughersteller, welcher dies einbaute. Infotainmentsysteme von Drittherstellern unterstützen Wireless CarPlay inzwischen ebenfalls.

## Aktuelle Entwicklung
Nachdem verschiedene Fahrzeughersteller wie beispielsweise Mercedes-Benz und Volvo CarPlay bereits 2014 als Nachrüstlösung für ältere Fahrzeuge und als bestellbare Zusatzoption in Neufahrzeugen angekündigt hatten, wurde dieser Gedanke verworfen. Stattdessen wurde von Mercedes-Benz angekündigt, seine Konzentration auf die Entwicklung von CarPlay ausschließlich als bestellbare Zusatzkomponente in seinen Neufahrzeugen zu legen. Beim Fahrzeughersteller BMW etwa kostet die optionale Freischaltung von CarPlay „ab Werk“ 300 Euro und deckt einen Zeitraum von drei Jahren ab. Danach zahlten Nutzer rund 100 Euro pro Jahr für die Nutzung.
Anfang 2020 hat BMW das Abonnementmodell von CarPlay aufgrund Kundenkritik durch eine einmalige Kaufoption getauscht, diese ist für rund 300 Euro zu erwerben.
Mittlerweile haben fast alle gängigen Automobilhersteller Fahrzeuge mit CarPlay im Angebot.
Pioneer ist der erste Autoradiohersteller, der eine Nachrüstmöglichkeit von CarPlay für bestehende Fahrzeuge anbietet.
Inzwischen gibt es auch Autoradios von Sony (z. B. XAV-AX100 und 200) mit CarPlay-Unterstützung.
Ende Januar 2018 wurde bekannt, dass Apple WhatsApp als ersten Messenger eines Drittherstellers für CarPlay freigeschaltet hat. Ab Version 2.18.20 von WhatsApp können Benutzer über CarPlay nun Textnachrichten diktieren und sich neue Nachrichten von Siri vorlesen lassen. Auf der WWDC 2018 gab Apple während der Präsentation von iOS 12 bekannt, dass mit der neuen Betriebssystemversion die Navigation über Drittanbieter-Apps möglich sein werde. Hierzu zählen u. a. Google Maps und der ebenfalls von Google angebotene Dienst Waze. Bis dahin versuchte Apple die Nutzung von Drittanbieter-Zusatzsoftware über CarPlay weitgehend zu verhindern, auch alternative Navigationssoftware war ausgeschlossen. Neben einigen weiteren Verbesserungen wurden auf der WWDC 2020 vor allem die Unterstützung von Stromtankstellen in die „Karten“-App sowie die Einführung von „Car Key“ angekündigt, welches für zahlreiche BMW-Modelle bereits verfügbar ist.
Auf der Worldwide Developers Conference 2022 kündigte Apple Pläne für eine völlig neue Version von CarPlay an, informell als CarPlay 2 bezeichnet. Die neue Version sollte in der Lage sein, Fahrzeugfunktionen zu steuern, auf Fahrzeugdaten zuzugreifen und mehrere Fahrzeugbildschirme zu übernehmen. Offizielle Angaben deuteten auf eine Veröffentlichung Ende 2024 hin, und zu den Herstellern, die das neue CarPlay einführen wollten, gehörten: Audi, Acura, Ford, Honda, Infiniti, Jaguar, Land Rover, Lincoln, Mercedes-Benz, Nissan, Polestar, Porsche, Renault und Volvo. Im Januar 2025, inmitten von Verzögerungen, entfernte Apple das geplante Veröffentlichungsdatum von seiner Website.
Am 15. Mai 2025 gab Apple bekannt, dass die nächste Generation von CarPlay, nun CarPlay Ultra genannt, in allen neuen Fahrzeugen von Aston Martin enthalten sein wird, folgen sollen Fahrzeuge von Hyundai, Kia und Genesis. Bestehende Fahrzeuge sollen CarPlay Ultra ebenfalls durch ein zukünftiges Software-Update erhalten, derzeit ist es jedoch nur in den USA und Kanada verfügbar.